# Philippinische Billie-Jean-King-Cup-Mannschaft
Die philippinische Billie-Jean-King-Cup-Mannschaft ist die Tennisnationalmannschaft der Philippinen, die im Billie Jean King Cup eingesetzt wird. Der Billie Jean King Cup (bis 1995 Federation Cup, 1996 bis 2020 Fed Cup) ist der wichtigste Wettbewerb für Nationalmannschaften im Damentennis, analog dem Davis Cup bei den Herren.

## Geschichte
1974 nahmen die Philippinen erstmals am Billie Jean King Cup teil. Den bisher größten Erfolg feierte das Team 1982 mit dem Einzug ins Achtelfinale.

## Teamchefs (unvollständig)
- Karl Santamaria
- Czarina-Mae Arevalo

## Bekannte Spielerinnen der Mannschaft
- Katharina Lehnert
- Jennifer Saret